# (18287) Verkin
(18287) Verkin es un asteroide perteneciente al cinturón de asteroides, descubierto el 3 de octubre de 1975 por la astrónoma soviética Liudmila Chernyj desde el Observatorio Astrofísico de Crimea (República de Crimea, Rusia).

## Designación y nombre
Designado provisionalmente como 1975 TU3. Fue nombrado en homenaje al físico y científico Borís Ieremíyevich Verkin.